# سد آغ‌چای
سد مخزنی آغ چای بر روی رود آغ چای در شهرستان چایپاره در شمال استان آذربایجان غربی واقع شده‌است.
این سد بزرگترین سد قوسی خاکی کشور و بزرگترین سد مخزنی استان آذربایجان غربی می‌باشد.